# Due diligence
Due diligence hay hoạt động thẩm tra  là một cuộc điều tra về một doanh nghiệp hoặc một cá nhân trước khi ký một hợp đồng, hoặc một hành động với một tiêu chuẩn tỏ sự thận trọng nhất định.
Nó có thể là một nghĩa vụ pháp lý, nhưng thuật ngữ này thường được áp dụng rộng rãi hơn đối với các cuộc thẩm tra tự nguyện. Một ví dụ phổ biến về sự hoạt động thẩm tra trong các ngành công nghiệp khác nhau là quá trình trong đó một người có tiềm năng thâu mua đánh giá trị một công ty hoặc tài sản của nó để mua lại. Lý thuyết đằng sau sự cẩn trọng này cho rằng thực hiện loại điều tra này góp phần đáng kể vào việc đưa ra quyết định bằng cách nâng cao số lượng và chất lượng thông tin sẵn có cho người ra quyết định và bằng cách đảm bảo rằng thông tin này được sử dụng một cách có hệ thống để có thể bàn luận đưa ra một quyết định dựa trên các chi phí, lợi ích và rủi ro.